# رئيس الصومال
رئيس الصومال (بالصومالية: Madaxaweynaha Soomaaliya)‏ هو رأس دولة الصومال. الرئيس هو أيضا القائد العام للقوات المسلحة الصومالية. يمثل الرئيس جمهورية الصومال الاتحادية ووحدة الأمة الصومالية، فضلاً عن ضمان تنفيذ دستور الصومال وعمل أجهزة الدولة بشكل منظم ومتناغم. تأسس منصب رئيس الصومال بإعلان جمهورية الصومال في 1 يوليو 1960. كان أول رئيس للصومال هو آدم عبد الله عثمان والرئيس الحالي هو حسن شيخ محمود منذ 15 مايو 2022.

## التاريخ
كان أول رئيس للصومال هو آدم عبد الله عثمان، أحد قادة رابطة الشباب الصومالي (SYL)، الذي تولى منصبه في 1 يوليو 1960، وهو اليوم الذي جرى فيه إعلان الصومال جمهورية. ومنذ ذلك الحين تولى المنصب ثمانية أشخاص آخرين: عبد الرشيد علي شرماركي، ومحمد سياد بري، وعلي مهدي، وعبد القاسم صلاد، وعبد الله يوسف، وشريف شيخ أحمد، وحسن شيخ محمود ومحمد عبد الله محمد. بالإضافة إلى ذلك، عمل الشيخ مختار محمد حسين قائمًا بأعمال الرئيس في الفترة بين اغتيال شرماركي والانقلاب، وعمل عدن مادوبي رئيسًا مؤقتا بعد استقالة عبد الله يوسف في عام 2008.
تولى شريف شيخ أحمد المنصب في 31 يناير 2009، بعد انتخابه في الانتخابات الرئاسية التي أجريت في يناير 2009. انتهت ولاية شيخ أحمد رسميًا في أغسطس 2012، بالتزامن مع انتهاء ولاية الحكومة الاتحادية الانتقالية وبدء الحكومة الاتحادية الصومالية. وخلفه في منصبه بصفة مؤقتة اللواء موسى حسن لمدة 8 أيام ثم محمد عثمان الجواري بصفة مؤقته لمدة 19 يومًا إلى أن جرى انتخاب حسن شيخ محمود في 16 سبتمبر 2012،
بعد انتخابه في الانتخابات الرئاسية التي أجريت في 10 سبتمبر 2012.، ثم خلفه محمد عبد الله محمد في 16 فبراير 2017، وأخيرا انتُخب حسن شيخ محمود مرة ثانية في 15 مايو 2022 ليُصبح الرئيس العاشر للبلاد

## المؤهلات والانتخاب
يلزم للمُرشح لرئاسة الصومال تحقيق الشروط التالية:
(أ) أن يكون مواطنًا صوماليًا ومسلمًا ؛ (ب) ألا يقل عمره عن أربعين سنة ؛ (ج) أن يكون ديه معرفة أو خبرة ذات صلة بالمنصب ؛ (د) أن يكون صحيح العقل ؛ (هـ) ألا يكون قد أُدين من قبل محكمة بجريمة كبرى.
يجب أن يبدأ انتخاب الرئيس قبل 30 يومًا على الأقل من انتهاء فترة ولاية الرئيس الحالي أو بعد 10 أيام من شغور المنصب، ويجب أن تنتهي الانتخابات في غضون 30 يومًا من بداية الانتخابات. يجب إعلان المرشحين لمكتب البرلمان خلال الأيام العشرة الأولى من هذه الفترة، ويجب الانتهاء من الانتخابات في غضون العشرين يومًا المتبقية.
غالبًا ما كان الرئيس يُنتخب من قِبل أعضاء البرلمان الصومالي (انتخابات غير مباشرة).

## مدة المنصب
يُختار الرئيس لولاية مدتها أربع سنوات، بالرغم من عدم تحديد مدة ولاية الرئيس في الدستور. تستمر فترة ولاية الرئيس الحالي حتى يتولى الرئيس المنتخب منصبه.  وعند توليه منصبه، يؤدي الرئيس اليمين التالية أمام البرلمان:

## الواجبات والمسؤوليات
الخطوط العريضة لواجبات الرئيس هي كما يلي:
- تعيين رئيس الوزراء.
- القيام بدور القائد العام للقوات المسلحة الصومالية ؛
- إعلان حالة الطوارئ والحرب وفق القانون،
- تعيين وعزل قادة القوات على مستوى الحكومة الاتحادية بناءً على توصية مجلس الوزراء ؛
- إقالة الوزراء ووزراء الدولة ونواب الوزراء بتوصية من رئيس مجلس الوزراء.
- التوقيع على مشاريع القوانين التي أقرها البرلمان الاتحادي من أجل تحويلها إلى قانون ؛
- افتتاح مجلس النواب في البرلمان الاتحادي ؛
- عقد جلسة سنوية مع مجلس النواب في البرلمان الاتحادي ؛
- تعيين رئيس المحكمة الدستورية والمحكمة العليا وقضاة آخرين على مستوى الحكومة الاتحادية وفقًا لتوصية مفوضية الخدمات القضائية ؛
- - تعيين كبار المسؤولين في الحكومة الاتحادية ورؤساء مؤسسات الحكومة الاتحادية بناءً على توصية مجلس الوزراء ؛
- - تعيين السفراء والمفوضيات العليا بتوصية من مجلس الوزراء.
- استقبال الدبلوماسيين والقناصل الأجانب ؛
- منح الأوسمة الرسمية بناءً على توصية مجلس الوزراء ؛
- حل مجلس النواب التابع للبرلمان الاتحادي عند انتهاء مدته، والدعوة لإجراء انتخابات جديدة ؛
- العفو عن المخالفين وتخفيف الأحكام بناء على توصية مفوضية الخدمات القضائية ؛
- توقيع المعاهدات الدولية التي يقترحها مجلس الوزراء ويوافق عليها مجلس النواب بالبرلمان الاتحادي.